# Alarik Häggblom
Elmar Alarik Häggblom, född 14 mars 1914 i Vårdö, död 7 maj 1996 i Mariehamn, var en åländsk politiker och pedagog. Han var bror till Evald Häggblom.
Häggblom blev filosofie magister 1939. Han var lektor vid Ålands sjöfartsläroverks maskintekniska avdelning 1948–1967 och vid Ålands tekniska skola 1968–1972.
Under flera decennier var liberalen Häggblom en av Ålands ledande politiker; han var medlem av landskapsstyrelsen 1953–1964, vice lantråd 1965–1967, ledamot av landstinget 1967–1972 och 1979–1983 samt talman 1971–1972 och lantråd 1972–1978.